# Bloedbraken
Bloedbraken  of hematemese is het op braken van bloed dat hoog uit het maag-darmstelsel, zoals uit de mond, slokdarm, maag of uit de twaalfvingerige darm, komt. Het verschijnsel dient niet te worden verward met hemoptoë, wat bloedspuwing is of bloed ophoesten en meestal uit de longen komt. 
Bloedbraken kan een waarschuwingssignaal zijn voor ernstige ziektes. Een bloeding in het maag-darmstelsel kan levensbedreigend zijn als er te veel bloedverlies is. De oorzaak van bloedbraken moet daarom altijd achterhaald worden, bijvoorbeeld door middel van een gastroscopie. Bij bloedbraken dient men daarom altijd zo snel mogelijk een arts te waarschuwen.
In Nederland krijgen ieder jaar 48 tot 62 per 100.000 volwassenen last van bloedbraken. Bij 50% wordt een maagzweer gevonden als oorzaak van de klachten.

## Onderzoek
Er kunnen verschillende onderzoek plaatsvinden als iemand bloed heeft gebraakt.

### Anamnese
Als eerst wordt er vaak begonnen met de anamnese. Belangrijke vragen zijn bijvoorbeeld: Hoelang bestaat het bloedbraken? Hoeveel bloed is er ongeveer opgebraakt? Het gebruik van medicijnen zoals NSAID's (ibuprofen, naproxen, diclofenac, etoricoxib, celecoxib, etc.), trombocytenaggregatieremmers (acetylsalicylzuur, carbasalaatcalcium, clopidogrel, etc.) of anticoagulantia (acenocoumarol, fenprocoumon, dabigatran, rivaroxaban, etc.). Een operatie aan de aorta in de voorgeschiedenis of het gebruik van alcohol.

### Lichamelijk onderzoek
Belangrijke waardes zijn de bloeddruk en pols. Wanneer de bloeddruk laag is en de polsfrequentie hoog kan dit wijzen op veel bloedverlies. Ook moet er gekeken worden in de mond of er een andere focus is voor het bloedbraken, bijvoorbeeld bloed vanuit de neus. Met het bekijken van de ontlasting of met rectaal toucher kan er gekeken worden of er ook bloed in de ontlasting zit (melena).

### Bloedonderzoek
Er wordt bloedonderzoek gedaan om een idee te krijgen hoeveel bloedverlies er heeft plaatsgevonden, bijvoorbeeld door het hemoglobinewaarde. Ook wordt er onderzoek gedaan naar de bloedgroep voor het geval er een bloedtransfusie moet plaatsvinden. Ook wordt er gekeken naar de oorzaak van de bloeding, zo zijn de waarden van de bloedstolling, zoals de INR bij gebruik van anticoagulantia, belangrijk. Ook worden van de leverwaarden, zoals de gamma GT en alkalische fosfatase, bepaald om een oorzaak van het bloedbraken vast te stellen.

### Gastroscopie
Een gastroscopie is een kijkonderzoek van de maag. Om in de maag te komen wordt er eerst in de slokdarm gekeken of er aanwijzingen zijn dat de bloeding vanuit de slokdarm komt. Daarna wordt de maag bekeken. Wanneer de bloedingsfocus wordt gevonden kan vaak ook al de diagnose worden gesteld.

### Computertomografie (CT-scan)
Zeer zelden wordt er gebruik gemaakt van de CT-scan bij klachten van bloedbraken. Alleen wanneer een gastroscopie niet mogelijk is of wanneer er gedacht wordt aan een aortoduodenale fistel (een verbinding tussen de aorta en de twaalfvingerige darm).

## Oorzaken
Veelvoorkomende oorzaken zijn:
• Maagzweer in de maag of in de twaalfvingerige darm;
• Beschadiging van het slijmvlies in maag en/of twaalfvingerige darm (bijvoorbeeld bij brandend maagzuur)
• Spataderen in slokdarm of maag (oesofagusvarices) door portale hypertensie
• Slokdarmontsteking (oesofagitis)
• Scheurtjes in het slijmvlies van het onderste deel van de slokdarm en het bovenste deel van de maag als gevolg van hevig braken, kokhalzen of de hik. Dit wordt het ‘syndroom van Mallory-Weiss' genoemd
• Maagkanker
Zeldzamere oorzaken zijn onder meer:
• Dieulafoyelaesie
• Angiodysplasieën
• Aortoduodenale fistel, dit is een verbinding tussen de aorta en de twaalfvingerige darm die soms kan ontstaan na plaatsing van een aortaprothese
• Gastric antral vascular ectasia (GAVE) (ook wel een watermeloenmaag genoemd)
• Gastro-intestinale stromale tumor
• Haemosuccus pancreaticus
• Hemobilie

## Behandeling
De eerste behandeling die moet gebeuren is voorkomen dat er hypotensie optreedt. Dit kan voorkomen worden met één of twee goed lopende infusen.  Wanneer er veel bloedverlies is en er een Hb daling plaatsvindt kan het nodig zijn om een bloedtransfusie te geven. Bij mensen die antistolling gebruiken kan het nodig zijn om een antidotum te geven of andere bloedproducten die de bloedstolling verbeteren. 
Na de stabilisatie kan er bekeken wat de oorzaak is van de bloeding. Zo wordt er bij een maagzweer gestart met een protonpompremmer en worden slokdarm spataderen afgebonden (bandligatie) en wordt er gestart met octreotiden. In enkele gevallen kan een endovasculaire coiling nodig zijn of een operatie.